# NGC 5572
NGC 5572 est une galaxie spirale située dans la constellation du Bouvier. Sa vitesse par rapport au fond diffus cosmologique est de 7 613 ± 21 km/s, ce qui correspond à une distance de Hubble de 112,3 ± 7,9 Mpc (∼366 millions d'al). NGC 5572 a été découverte par l'astronome français Édouard Stephan en 1883.
La classe de luminosité de NGC 5572 est II. Selon la base de données Simbad, NGC 5572 est une radiogalaxie.
NGC 5572 est une galaxie dont le noyau brille dans le domaine de l'ultraviolet. Elle est inscrite dans le catalogue de Markarian sous la cote Mrk 677 (MK 677).